# Neostygarctus oceanopolis
Espèce
Neostygarctus oceanopolis est une espèce de tardigrades de la famille des Neostygarctidae.

## Distribution
Cette espèce est endémique des Açores au Portugal. Elle a été découverte à 206 mètre de profondeur au sommet du Condor Seamount dans l'océan Atlantique.

## Publication originale
- Kristensen, Sørensen, Hansen & Zeppilli, 2015 : A new species of Neostygarctus Arthrotardigrada) from the Condor Seamount in the Azores, Northeast Atlantic. Marine Biodiversity.